# Onetes sanguinolentus
Onetes sanguinolentus is een rechtvleugelig insect uit de familie veldsprinkhanen (Acrididae). De wetenschappelijke naam van deze soort is voor het eerst geldig gepubliceerd in 1944 door Rehn.